# Suisse au Concours Eurovision de la chanson 1958
La Suisse a participé au Concours Eurovision de la chanson 1958 à Hilversum aux Pays-Bas. C'est la 3e fois que la Suisse participe au concours. 
Le pays est représenté par la chanson Giorgio, interprétée par Lys Assia. Elle termine à la 2e place avec 10 points.